# The Final Destination 3D
The Final Destination 3D, noto anche come Final Destination 4, è un film del 2009 diretto da David R. Ellis, quarto capitolo della serie "Final Destination".
Il film, disponibile anche in 3D, è stato proiettato nelle sale americane a partire dal 28 agosto 2009, in Italia è stato distribuito il 21 maggio 2010 e dal 19 ottobre 2010 è disponibile in DVD e Blu-ray disc con edizione normale e 3D.

## Trama
Durante una gara di auto da corsa, Nick O'Bannon ha una premonizione nella quale, a causa di un incidente, crollerà gran parte dell'arena e moriranno molte persone, fra le quali la sua ragazza Lori e i suoi amici Hunt e Janet. Spaventato, riesce a portare fuori dalla struttura (seppur con fatica) i tre ragazzi ed alcune altre persone; poco dopo, accade il disastroso incidente, ma una dei sopravvissuti, Nadia, viene decapitata da una ruota d'automobile schizzata via dall'arena.
Subito dopo il funerale delle vittime, Nick incomincia ad avere premonizioni che riguardano i sopravvissuti; quella notte, Carter, che vuole vendicarsi della guardia di sicurezza George (che gli aveva impedito di rientrare nell'arena per salvare la moglie), viene ucciso dal suo stesso marchingegno. Il giorno dopo, a morire è Samantha, uccisa da un sasso scagliato da un tagliaerba, seguita da Andy, ucciso dall'esplosione di una bombola che lo scaglia contro una recinzione, facendolo a pezzi.
I ragazzi rimasti iniziano quindi a elaborare un piano per aggirare il macabro disegno della Morte, ma intanto Hunt muore tragicamente in una piscina e Janet viene miracolosamente salvata in un autolavaggio; così facendo i protagonisti credono di aver interrotto il disegno della Morte, e sono tranquilli. Si scopre però che un uomo creduto morto nello stadio, Jonathan, è in realtà ancora vivo, anche se ricoverato in pessime condizioni in ospedale. Nick e George vi si recano, ma Jonathan muore sotto i loro occhi, schiacciato da una vasca da bagno colma d'acqua caduta dal piano superiore; poco dopo, mentre sta parlando a Nick, George viene investito da un'ambulanza.
Nick, avendo capito che non avevano interrotto la serie di morti, decide di raggiungere quindi Lori e Janet al cinema (che erano convinte che avendo salvato Janet, tutto fosse tornato al suo posto), riesce a trascinare via Lori, mentre l'altra giovane decide di rimanere a guardare il film: un'esplosione improvvisa uccide tutti gli spettatori tra cui anche Janet e fa collassare parte del centro commerciale. Lori viene stritolata dagli ingranaggi di una scala mobile; improvvisamente Nick si rende conto di avere avuto solamente una premonizione, infatti le ragazze sono ancora vive. Con grande difficoltà, il giovane riesce a scongiurare la catastrofe.
Due settimane dopo, i tre giovani si ritrovano seduti al tavolino di un bar. Sembra che l'incubo sia finito, ma una serie di coincidenze fa riflettere Nick: "E se tutto ciò che è successo fosse stato "voluto" per portarli in quel preciso istante?". Mentre ne parla, le ragazze lo guardano allibite, ma proprio in quel momento un grosso autocarro sfonda la vetrina del bar, travolgendo i tre e mettendo fine al disegno della Morte.

## Produzione

### Sviluppo
Dopo il successo di Final Destination 3, inizialmente previsto per essere in 3D, Eric Bress scrisse una sceneggiatura che impressionò così tanto il produttore Craig Perry e la Warner Bros. da dare inizio a un quarto capitolo. Il film doveva essere diretto inizialmente da James Wong, regista del primo film, ma a causa di conflitti di programmazione con Dragonball Evolution decise di abbandonare il set. Di conseguenza, i dirigenti dello studio hanno optato per il ritorno di David R. Ellis, che, interessato alla tridimensionalità, accettò di prendere le redini del progetto.

### Le riprese
All'inizio le riprese sarebbero dovute cominciare a Vancouver, dove erano stati girati i tre film precedenti ma i produttori decisero di girare a New Orleans a causa dell'elevato budget. Le riprese sono state effettuate dal marzo 2008 alla fine di maggio dello stesso anno, per poi riprendere alcune scene nell'aprile 2009 agli Universal Studios Florida.

## Accoglienza

### Incassi
Secondo USA Today e Newsday, il quarto film della serie ha debuttato al botteghino nordamericano superando Halloween II di Rob Zombie, guadagnando 28,3 milioni di dollari durante il weekend di apertura. Il film è rimasto al primo posto del botteghino nordamericano per due settimane. The Final Destination 3D ha incassato 66,4 milioni di dollari a livello nazionale e 119,3 milioni di dollari all'estero, con un incasso mondiale di 186,5 milioni di dollari.
In Italia al Box Office The Final Destination 3D ha incassato nelle prime 6 settimane di programmazione 3,7 milioni di euro e 961 euro nel primo weekend.

### Critica
Il film è stato stroncato dalla critica. Il sito di recensioni Rotten Tomatoes riporta che il 27% dei 99 critici ha dato al film una recensione positiva, con un indice di gradimento di 4,1/10. Su Metacritic il film ha un punteggio medio ponderato di 30 su 100 basato sulle recensioni di 14 critici, indicando "recensioni generalmente sfavorevoli".
Kirk Honeycutt del giornale The Hollywood Reporter si è schierato contro il film affermando che "la nuova trovata qui è che tutte le parti del corpo volanti e gli assurdi impalamenti sono disponibili in 3D. E questo è quanto di più ispirato possibile in questa edizione. Storia e personaggio vengono messi in disparte poiché l'arena ha spazio solo per scene di morte."

## Sequel
Final Destination 5 è il titolo del quinto film in tridimensionale uscito il 12 agosto 2011 in America e, nelle sale cinematografiche italiane, il 7 ottobre 2011.
Inizialmente The Final Destination 3D era stato pensato come capitolo conclusivo della serie, ma dopo che ottenne un successo internazionale inaspettato, il capo della Warner Bros., Alan Horn, confermò la realizzazione di un ulteriore film durante lo ShoWest 2010. Poco tempo dopo, il produttore Craig Perry aggiunse che anche il nuovo film sarebbe stato girato in tridimensionale.
Per la scrittura della sceneggiatura fu chiamato Eric Heisserer, sul quale la New Line si era detta speranzosa di poter rompere la ripetizione narrativa della serie.